# Coro dell'Armata Rossa
Il Complesso Accademico di Canto e Ballo dell'Esercito Russo "A.V. Aleksandrov" (in russo Дважды Краснознамённый академический ансамбль песни и пляски Российской Армии имени "А.В. Александрова"?, Dvaždy Krasnoznamënnyj akademičeskij ansambl' pesni i pljaski Rossijskoj Armii imeni "A.V. Aleskandrova"), più noto come Coro dell'Esercito Russo, o Complesso Aleksandrov ed internazionalmente noto come Coro dell'Armata Rossa (in russo Красный Aрмейский хор?, Krasnyj Armejkij chor), è il coro ufficiale delle Forze Armate Russe.
Corrisponde al Complesso Accademico di Canto e Ballo dell'Esercito Sovietico "A.V. Aleksandrov" (in russo Дважды Краснознамённый академический ансамбль песни и пляски Советской Армии имени "А.В. Александрова"?, Dvaždy Krasnoznamënnyj akademičeskij ansambl' pesni i pljaski Sovetskoj Armii imeni "A.V. Aleksandrova"), in passato coro ufficiale delle Forze Armate Sovietiche. Il complesso è composto da sole voci maschili (anche se il 4 ottobre 2013, a Mosca, c'è stata una piccola eccezione con la partecipazione della giovane Valerija Kurnuškina, cantando Katjuša, con vestiti in versione femminili dei soldati sovietici, con tanto di cappello con lo stemma originale, con stella rossa e falce e martello), un'orchestra e un corpo di danza. I brani eseguiti comprendono canti popolari del folklore russo, inni ecclesiastici ortodossi (ad esempio Ave Maria), nonché canti patriottico-militari russi (come V Put', Poljuško polje, Kalinka, Katjuša, L'addio della Slava, la Marcia dei difensori di Mosca e Svjaščennaja vojna). Dopo la dissoluzione dell'Unione Sovietica nel 1991, ha portato avanti la tradizione del vecchio complesso sovietico, continuando a esibirsi in patria e nel resto del mondo.

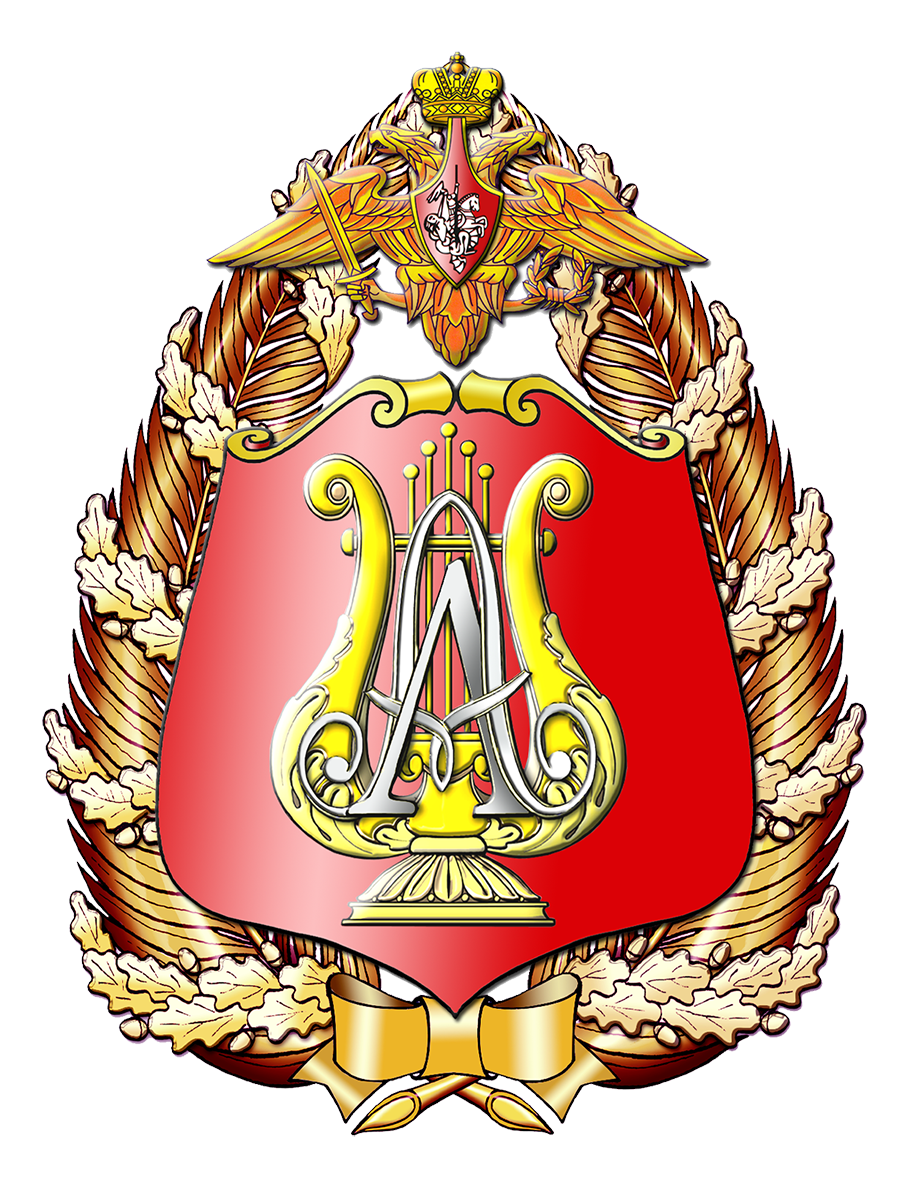
Logo

## Storia

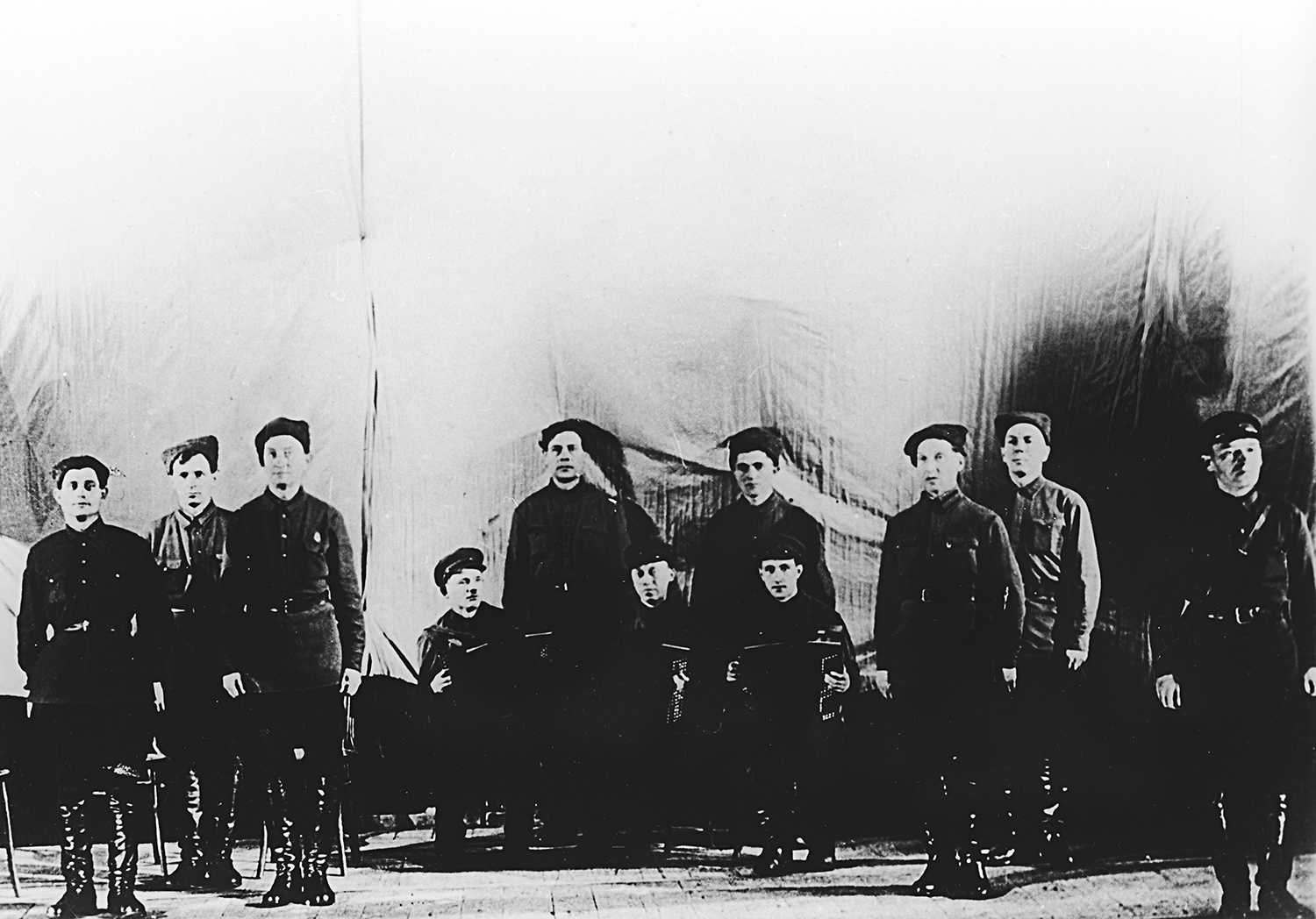
La prima esibizione del Coro dell'Armata Rossa del 12 ottobre 1928

Il Coro dell'Esercito Sovietico fu creato dal Club Centrale dell'Esercito a Mosca nel 1928; il suo primo nome fu I canti dell'Armata Rossa, inizialmente costituito da dodici soldati-cantanti, un suonatore di bayan, due ballerini ed un attore. La prima volta che si esibirono fu il 12 ottobre 1928 al Frunze Club sotto la direzione di Aleksandr Vasil'evič Aleksandrov, un giovane professore di musica del conservatorio di Mosca, successivamente noto per aver composto l'inno dell'Unione Sovietica. Il programma, intitolato La 22ª Divisione "Krasnodar" in musica consisteva in alcune scenette musicali di vita militare, inclusi brani quali 1º Cavalleria dell'Esercito, l'Esercito speciale dell'estremo Oriente e Pesnja o Magnitostroj.
Nel 1929 il coro visitò le terre orientali dell'URSS intrattenendo le truppe che stavano lavorando alla Ferrovia dell'estremo Oriente. Questi spettacoli servivano a incoraggiare i soldati e a lavorare meglio, intanto il coro cresceva, nel 1933 i cantanti erano 300. Il Coro dell'Armata Rossa inoltre diventò famoso per grazie anche ai canti propagandistici sovietici che eseguiva, parteciparono al coro inoltre, in quegli anni, alcuni famosi compositori: Vasilij Solov'ëv-Sedoj, Anatolij Novikov, Matvej Blanter, e Boris Mokrousov.

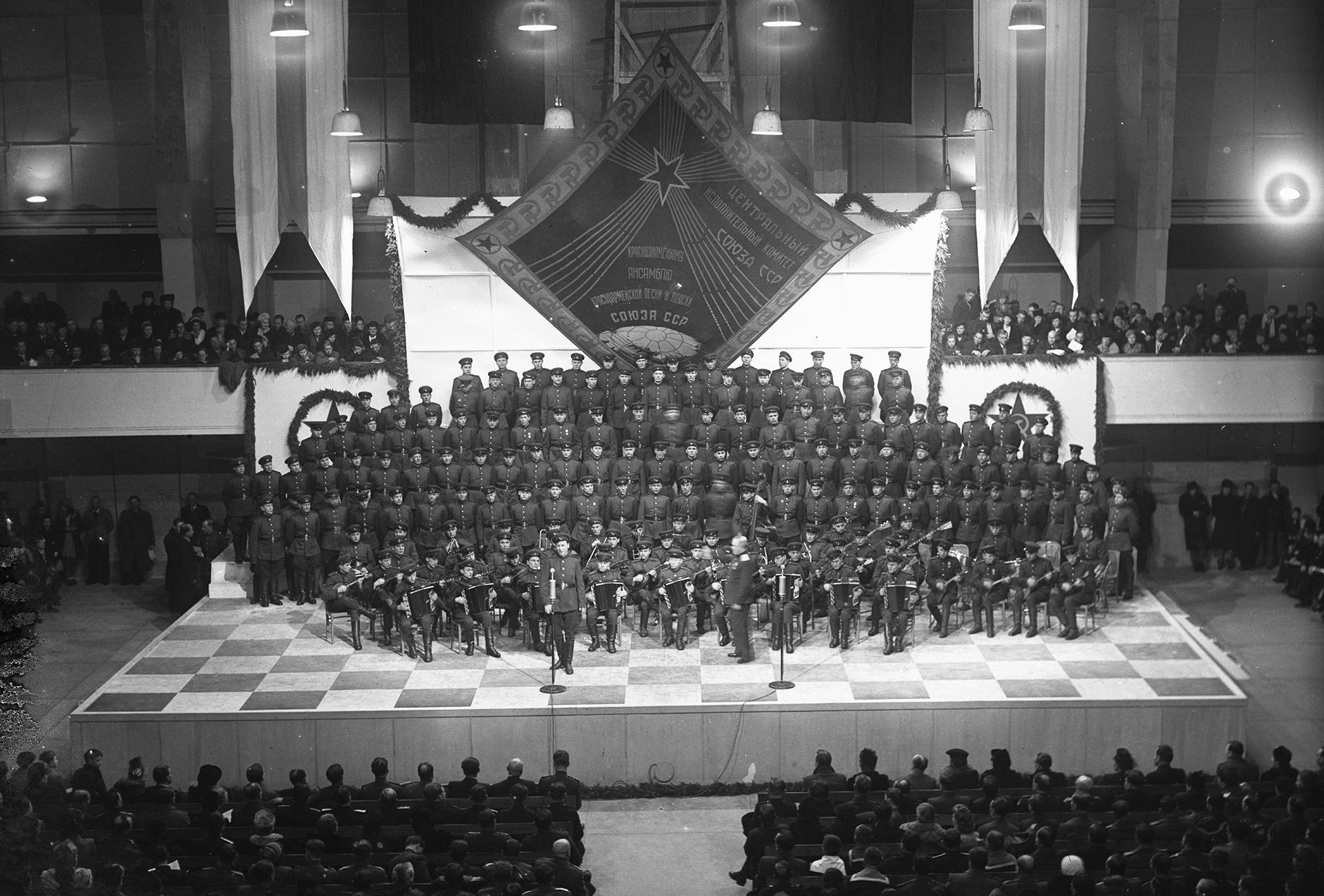
Il Coro dell'Armata Rossa in concerto ad Helsinki nel 1950

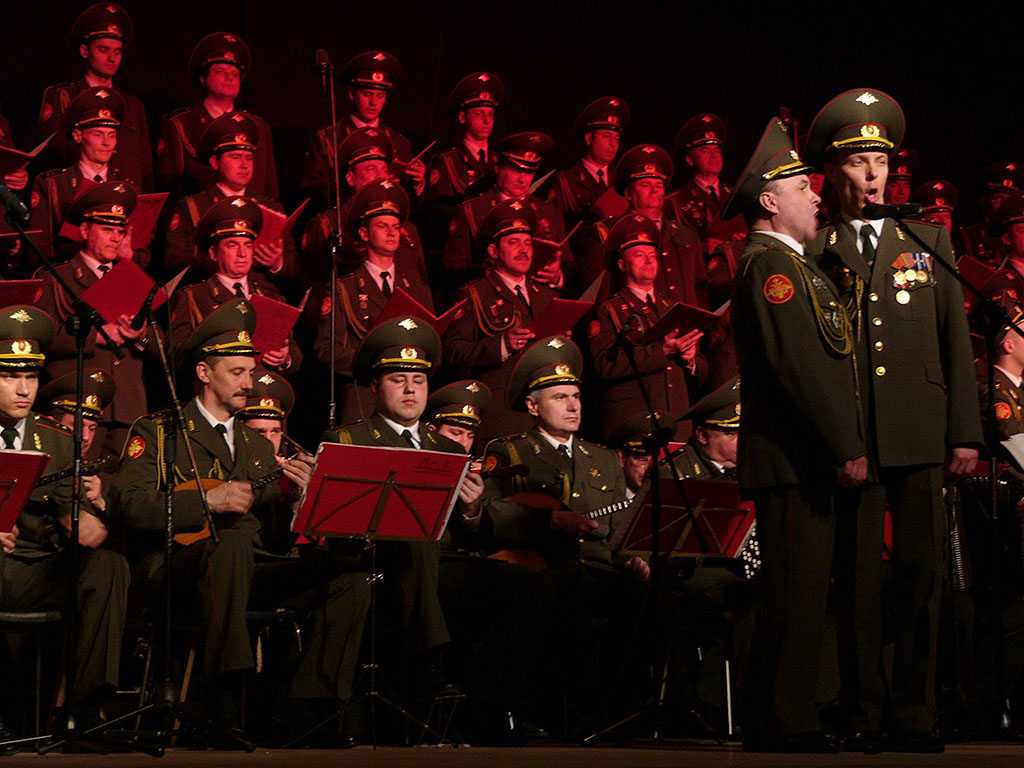
Il Coro dell'Armata Rossa nel 2006

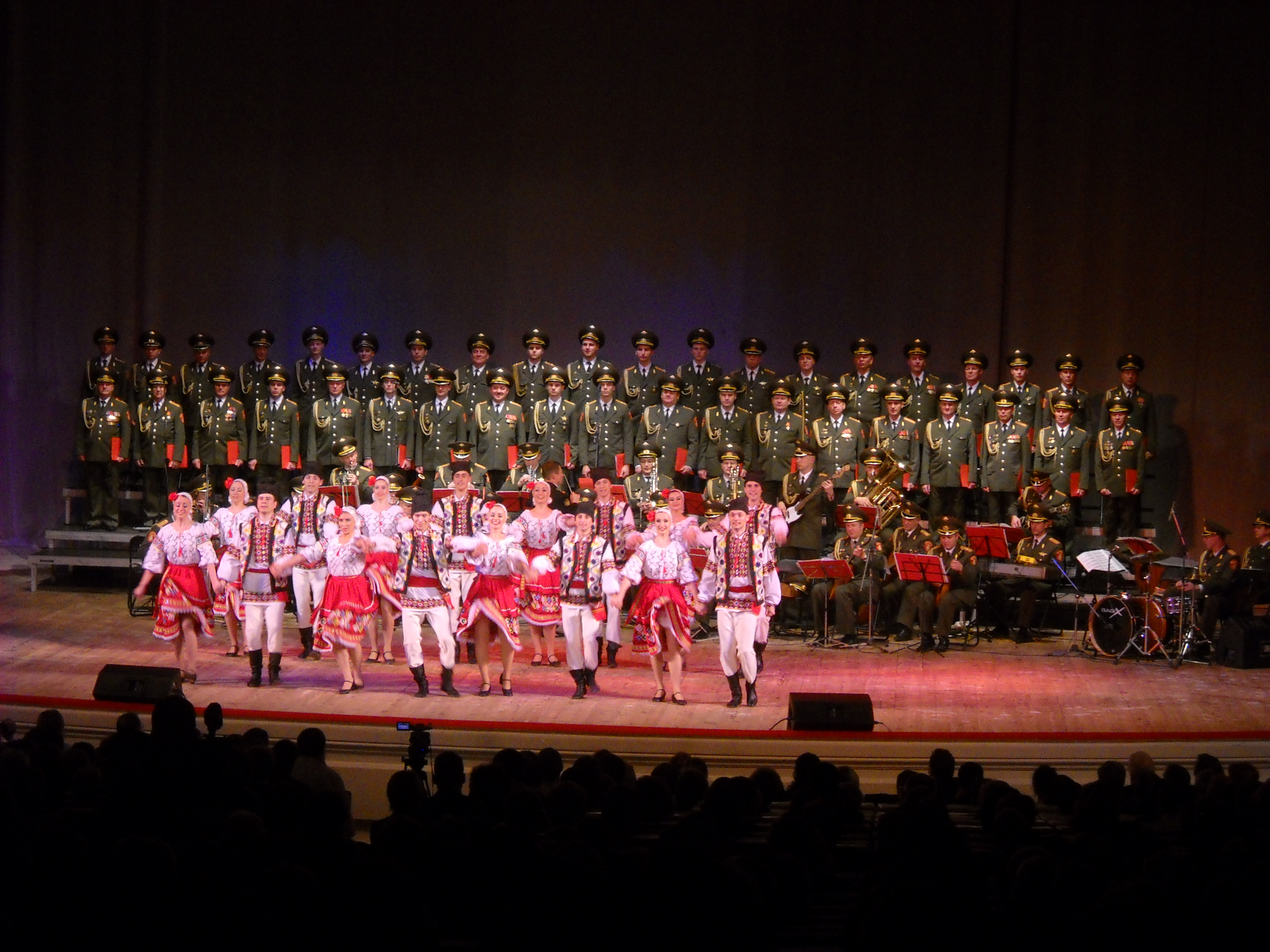
Il Coro dell'Armata Rossa nel 2009

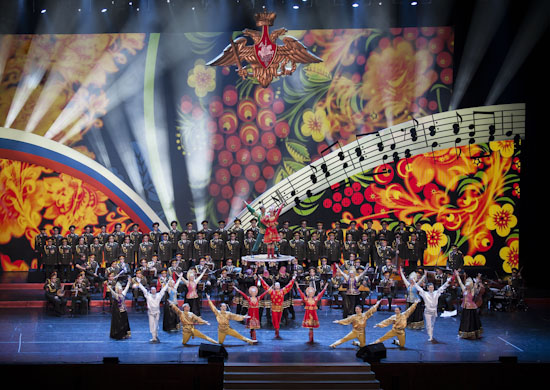
Il Coro dell'Armata Rossa nel 2013

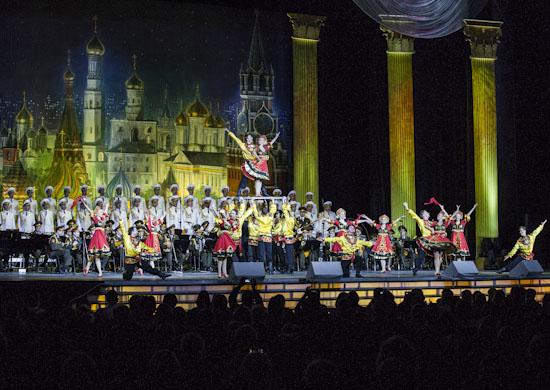
Il Coro dell'Armata Rossa nel 2016

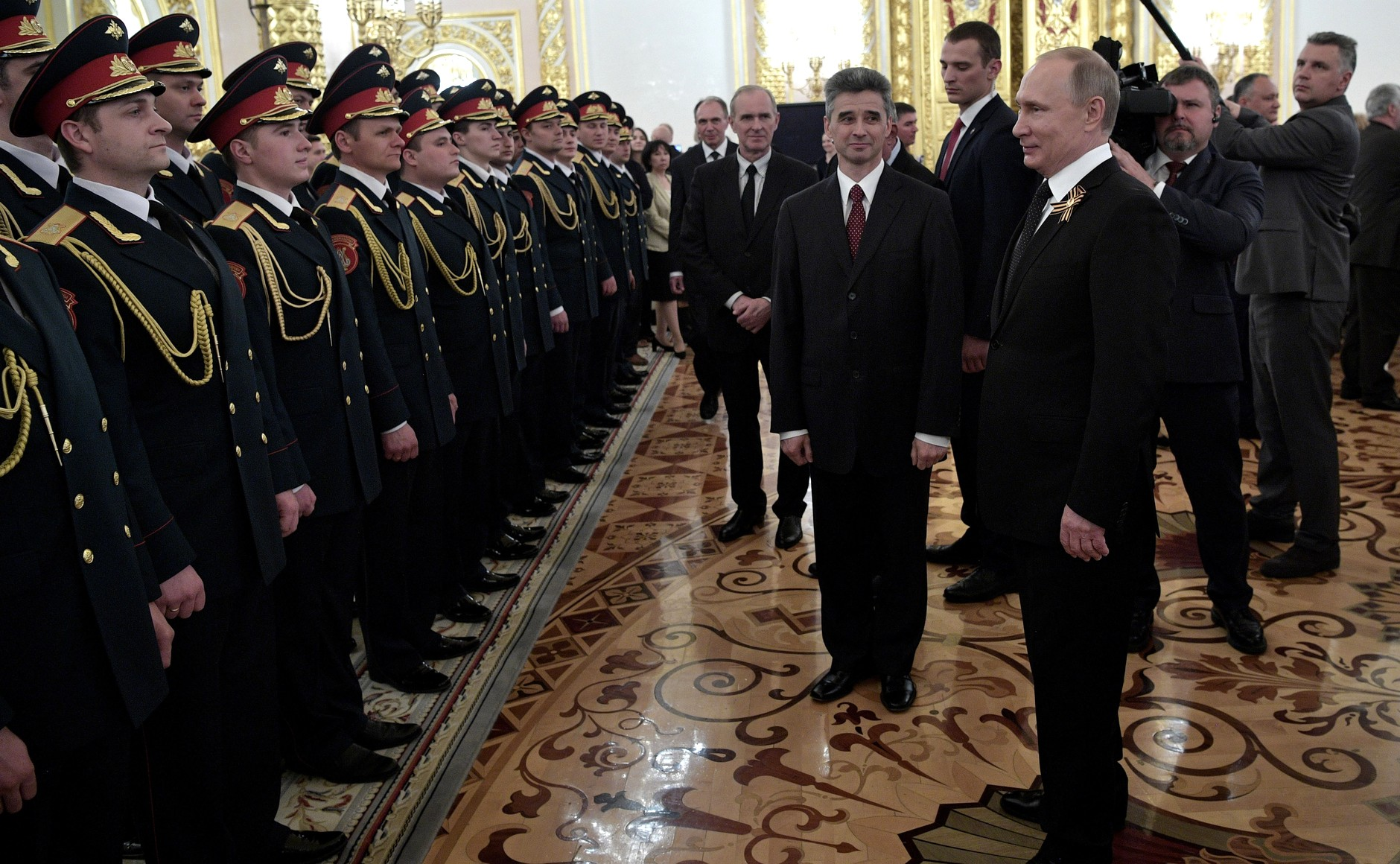
Il Coro dell'Armata Rossa in visita al Cremlino per il Giorno della Vittoria con la nuova formazione nel 2017

Nel 1936 il coro fu insignito dell'Ordine della Bandiera rossa. Negli anni trenta il Coro viaggiò per l'Unione Sovietica tenendo spettacoli dall'Artico al deserto del Tagikistan, il coro inoltre fece uno spettacolo all'esposizione dedicata all'arte e le tecnologie nella vita moderna avvenuto a Parigi nel 1937 dove vinse il premio come migliore coro in gara. Durante la Seconda guerra mondiale il Coro effettuò oltre 1.500 spettacoli per intrattenere i soldati che dovevano andare in battaglia, negli ospedali e negli aeroporti militari
Dopo la morte di Aleksandrov nel 1946, suo figlio Boris Aleksandrovič Aleksandrov prese il suo posto come direttore musicale del Coro.
Fece intraprendere al coro un tour mondiale prima di ritirarsi totalmente nel 1987. Gli succedette Igor Agafonnikov lo stesso anno.Quest'ultimo si ritirò nel 1994 e gli succedette Viktor Fёdorov già Maestro Direttore del Coro dal 1986. Dal 2003 il direttore del coro è Vjačeslav Korobko. 

### Il concerto del Muro di Berlino
Nel 1991 il Coro dell'Armata Rossa partecipò al concerto di Roger Waters The Wall - Live in Berlin che celebrava la caduta del muro di Berlino.
In quell'occasione il Coro eseguì una canzone contro la guerra: Bring The Boys Back Home ("Riporta i ragazzi a casa").

### Helsinki
Nel 1993 il Coro dell'Esercito Russo diventò oggetto della cultura pop grazie al suo spettacolo eseguito assieme alla banda finnica Leningrad Cowboys a Helsinki dove, il 12 giugno, diedero spettacolo nella Piazza del Senato davanti a 70.000 spettatori estasiati. Il concerto venne immortalato nel documentario Total Balalaika Show del regista Aki Kaurismäki.

### Sanremo
Il 12 febbraio 2013 il Coro dell'Armata Rossa è ospite del Festival di Sanremo, dove accompagna Toto Cutugno sulle note de L'italiano.

### L'incidente aereo del 2016
Il 25 dicembre 2016, un Tu-154 dell'esercito russo con 92 persone a bordo, tra cui 60 membri del coro (compreso il direttore artistico Valerij Chalilov), diretti verso la Siria per tenere una serie di concerti in occasione del Natale per le truppe russe di stanza nel paese, precipitò nel Mar Nero pochi minuti dopo il decollo dall'aeroporto di Soči: a bordo vi erano anche vari membri dello staff tecnico, nove giornalisti della televisione nazionale russa, il capo della polizia militare Vladimir Ivanovskij, il responsabile del dipartimento culturale del ministero della Difesa Anton Gubankov, l'attivista Elizaveta Glinka e otto membri dell'equipaggio. Tutte le persone a bordo perirono nella tragedia. L'analisi delle scatole nere accertò che la causa dell'incidente non fu un errore del pilota, come inizialmente accertato ma un malfunzionamento dei flap dell'aereo che non permise il raggiungimento della velocità sufficiente a mantenere il volo dopo il decollo e il conseguente stallo del velivolo.
Il 27 dicembre 2016, il ministro russo di difesa, generale Sergej Šojgu, ha dichiarato la necessità di ripristinare la squadra il più presto possibile. Per preservare l'ensemble, nel gennaio-febbraio 2017 il Dipartimento di Cultura del Ministero della Difesa russo ha tenuto un concorso per la sostituzione di solisti, coro e artisti di balletto. In meno di due mesi è stato restaurato il numero del personale del gruppo: 285 persone. La prima esecuzione dell'Ensemble in una composizione aggiornata si è svolta sul palco del Teatro Accademico Centrale dell'esercito russo il 16 febbraio 2017. La prima anteprima di tutti i russi si è svolta in un concerto dedicato al giorno del difensore della patria il 23 febbraio 2017 sul palcoscenico del Palazzo di Stato del Cremlino, trasmesso sul primo canale. Il primo grande recital del gruppo solista è stato presentato al pubblico di Mosca il 12 marzo 2017 nella Casa della Musica, seguito da un tour all'estero iniziato in aprile con spettacoli in Turchia.
Il 3 aprile 2017, il nuovo direttore artistico dell'assemblea Gennadij Ksenafontovič Sačenjuk ha dato un'ampia intervista all'agenzia TASS sulle attività del collettivo in una composizione aggiornata.

## Onorificenze
Sovietiche
Straniere